# Aeroporto di Şımkent
L'aeroporto di Şımkent (in kazako Халықаралық Шымкент Әуежайы?; in russo Международный Аэропорт Шымкент?) (IATA: CIT, ICAO: UAII) è un aeroporto kazako situato a circa 10 chilometri a nord-ovest della città di Şımkent lungo la strada M32, nella regione di Turkistan. La struttura è dotata di una pista con superficie in calcestruzzo lunga 3300 m e larga 45 m, altitudine di 422 m ed orientamento RWY 10 / 28. L'aeroporto è aperto al traffico commerciale.